# Bad Gastein
Bad Gastein este o localitate balneo-climaterică și vizitată de iubitorii sporturilor de iarnă. Comuna este amplasată la poalele Muntelui Graukogel din Parcul Național "Hohe Tauern", landul Salzburg, Austria.

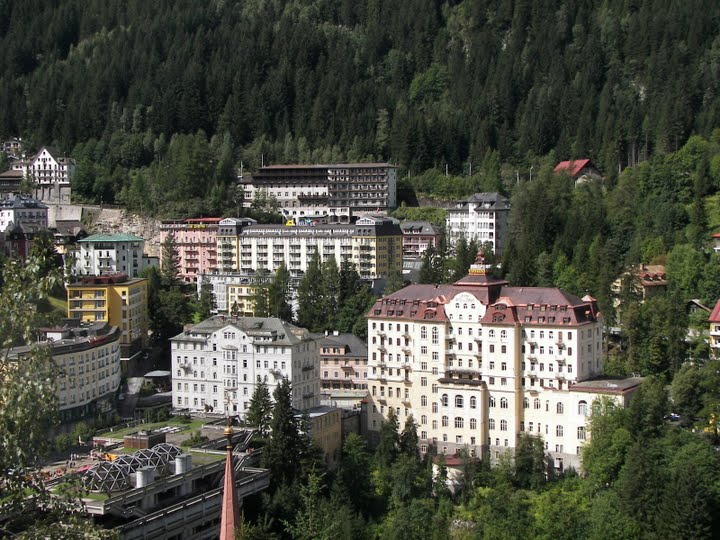
Bad Gastein

## Legături externe

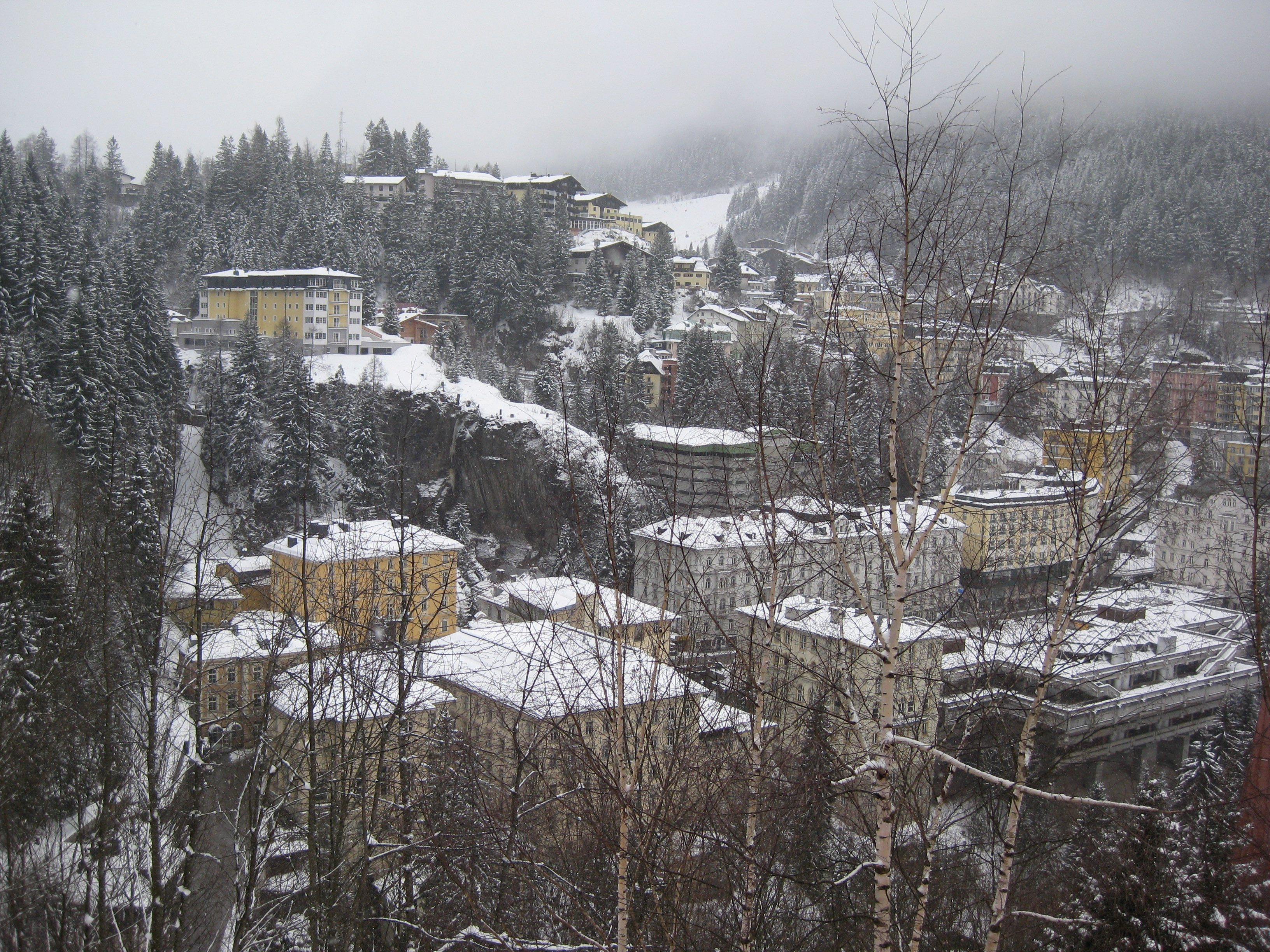
Bad Gastein